# Денисова, Татьяна Викторовна
Татья́на Ви́кторовна Дени́сова (род. 11 февраля 1980, Калининградская область, РСФСР) — российская хореограф, основатель и руководитель танцевального коллектива JB ballet в Германии, в котором заняты только участники с Украины; один из постоянных членов жюри и хореограф украинского телепроекта «Танцуют все!» (2009—2016), наставник и хореограф российского шоу-проекта «Танцы» (2017—2021).

## Биография
Татьяна Денисова родилась 11 февраля 1980 года в Калининградской области в семье моряка и воспитательницы детского сада.
В возрасте двух лет вместе с семьёй переехала в Севастополь, куда направили служить её отца.
С пяти до десяти лет занималась художественной гимнастикой.
В десять лет начала заниматься танцами. Впоследствии, пройдя непростой отбор (тридцать человек на место), поступила в Ленинградское хореографическое училище имени А. Я. Вагановой.
Однако по семейным обстоятельствам не окончила обучение в Санкт-Петербурге. Позже продолжила обучение в КНУКИИ, где собрала собственный коллектив, в котором выступала хореографом и танцовщицей.

## Творческая деятельность
Около трёх лет работала в Киеве со своим балетом. Параллельно преподавала хореографию в Киевском эстрадно-цирковом колледже. Именно здесь её заметили зарубежные агенты и в течение длительного времени предлагали сотрудничество. Наконец Татьяна согласилась на переезд и уехала в Германию вместе с группой в 2004 году, где они интенсивно выступают до сих пор.
В 27 лет ушла со сцены и больше не выступала в качестве танцора. Исключения делала три раза: два раза на телепроекте «Танцуют все!» (во время выступления вывихнула колено) и один раз на шоу «Танцы» (дуэт с Сашей Перцевым).
В 29 лет начала работать на украинском телевидении в качестве постановщика, креативного продюсера, режиссера и хореографа. Кроме этого, Татьяна работает хореографом и режиссёром-постановщиком многочисленных шоу и цирковых номеров в нескольких странах Европы.
На Украину Татьяну вернуло телевидение. С 2009 по 2016 годы являлась постоянным членом жюри и хореографом проекта «Танцуют все!». В 2016 году стала сменным членом жюри и приглашённым хореографом в третьем сезоне российского шоу «Танцы».
В 2017 году стала наставником в четвёртом сезоне шоу «Танцы».
Специализируется на стилях диско и бродвей.
Вдохновляется:
— прослушиванием музыки Queen, Elton John, Bon Jovi, Nickelback, Guns’n’Roses;
— просматривая танцевальные композиции мастеров своего дела Cyd Charisse, Frad Astaire, Sylvie Guillem, Михаил Барышников, Рудольф Нуреев, Карина Смирнофф, Славик Крикливый;
— экспериментируя с 3D хореографией: танцы на полотнах, Альфа гравити.
После закрытия украинского телепроекта «Танцуют все!», Татьяна согласилась стать наставником российского шоу-проекта «Танцы». Вместе с ней тренерами-руководителями команд стали хореографы Мигель и Егор Дружинин.

## Личная жизнь
В интервью сообщила, что была замужем три раза.
- Первый муж — акробат, финалист третьего сезона шоу «У Украины есть талант» Илья Страхов[8].
  - сын Лев Страхов (р. 2009)[9].
- Второй муж (2011—2012) — певец, финалист первого сезона шоу «Х-фактор» Александр Кривошапко[укр.][10].

В свободное время занимается боксом.
Имеет татуировку в виде даты.

## Интервью
- «Факты и комментарии» — Татьяна Денисова: «Хореографа кормит голова, а танцора — ноги» // 15 июля 2016
- «Лиза» — Татьяна Денисова: «Я была не готова танцевать в кордебалете» // 2 октября 2015
- «Комсомольская правда в Украине» — Хореограф Татьяна Денисова: «Я знаю, за что меня любят мужчины» // 11 февраля 2013
- «Главред» — Хореограф Татьяна Денисова: не вижу пользы от тусовок и ненавижу шоппинг // 22 июля 2012